# Улрих III фон Раполтщайн
Улрих III фон Раполтщайн (на немски: Ulrich III von Rappoltstein; † между 17 март 1283 и 11 април 1283) е господар на Раполтщайн (1275 – 1283) (днес Рибовил, на френски: Ribeauvillé) в Елзас.

## Произход и управление
Той е син на Хайнрих II фон Раполтщайн († сл. 1275) и съпругата му Анна? фон Фробург († 1281, умира като монахиня в манастира Парадиз при Шафхаузен), внучка на граф Лудвиг III фон Фробург († 1256/1259) и Гертруда фон Хабсбург († сл. 1241). Майка му е дъщеря на граф Херман IV фон Фробург-Хомберг († 1253) и съпругата му фон Хомберг, дъщеря на граф Вернер III фон Хомберг († сл. 1223). Внук е на Улрих I фон Раполтщайн († 1267) и Рихенца фон Нойенбург († сл. 1267). Правнук е на Егенолф I фон Раполтщайн († ок. 1221) и праправнук на Улрих фон Урзлинген († сл. 1193) и Гута фон Страсбург.
Брат е на Хайнрих III фон Раполтщайн († 1312/1313), господар на Раполтщайн, женен за Сузана фон Геролдсек († 1308), и на Анселм II фон Раполтщайн († 1311, вер. в Милано), господар на Хоенраполтщайн, женен за Елизабет фон Верд († 1298).
Улрих III управлява заедно с братята си. Умира между 17 март и 11 април 1283 г. и е погребан в Париж.

## Фамилия
Улрих III фон Раполтщайн се жени за Аделхайд фон Дирзберг-Геролдсек († декември 1300), дъщеря на Херман I фон Геролдсек († 1262) и съпругата му фон Еберщайн. Те имат децата:
- Херман II фон Раполтщайн
- Хайнрих IV фон Раполтщайн (* пр. 1288; † 11 март 1354), господар на Раполтщайн-Хоенак, женен I. пр. 13 януари 1301 г. за Елизабет фон Юзенберг († сл. 11 февруари 1306), II. пр. 1339 г. за Аделхайд фон Геролдсек († сл. 1347), III. сл. 1347 г. за Суза фон Щауфенберг († сл. 11 март 1354)